# Guayaberos
Els guayaberos, cunimía, mitúa, mítiwa o jiw són un poble indígena de Colòmbia, originari de la conca del riu Ariari i les riberes del riu Guayabero, que habita actualment en el bosc de galeria i riberes del riu Guaviare (Nawel). Són 2960 (Censo2018) persones, que parlen una llengua pròpia, de la família guahibo.

## Forma de vida
Els guayaberos eren nòmades, però l'espoli del seu territori per la colonització, els va obligar a sedentaritzar-se. Encara es mobilitzen en canoes pel riu i en caminades de caça i recol·lecció pel bosc, però l'agricultura és fonamental per a la seva subsistència, al costat de la pesca i l'artesania.
En les hortes o chagras (lula, baká), el cultiu principal és la iuca amarga, o brava (baw, halw+ah, haltoet), de la qual obtenen "casabe" (ben:truita) i "fariña" (maniku, béñel, beñilon: farina torrada). Conreen també blat de moro (hes), moniato (nat, d+ad), bore, nyam, alvocat, cacau, chontaduro, papaia, pinya (duind), ají (nol), carabassa (yam), plàtan, canya de sucre, arròs, mango, cotó (papud), tabac (jo) i achiote (hoes). L'home és l'encarregat de tombar i cremar per a preparar el terreny i la dona sembra, cuida i collita, (encara que avui dia això últim ho fan junts-home i dona)
Cacen amb arcs (fadoit i woijta) i fletxes (buya) i javelines o llances (b+oin), dantas (taula), cérvols (alái), chigüiros (humbóe), diferents classes de micos, cachirres (makléh), armadillos (tuha), pecarís (chama), lapes (ap+), agutís, ocells, iguanas (matiw), i tortugas (hachk). Pesquen tradicionalment amb arc i fletxa i arpons (b+oin) i candelera i a més, actualment amb hams i xarxes. Recol·lecten gran nombre de fruits i llavors (bats) silvestres, "mojojoy" (larves de coleòpters Rynchophorus spp. que proliferen en les palmes) i ous de tortuga, iguana i ocells. Crien gallines i porcs per la venda.
Els homes teixeixen instruments per a processar la iuca (wat: sebucán; hapaj: cernidor) i canastres per a rebre la massa (japox), rostir-la (juit) i emmagatzemar la farina (mapiri) o per a altres usos. Les dones filen fibra de tronc de palma i amb ella fabriquen hamacas (bu), motxilles i braçalets; fabriquen canastres de càrrega (joel); teles d'escorça taja taja, de l'arbre f+tne; recipients de totumo (haaft); i també olles de fang (marma).
Per poder subsistir, molts guayaberos treballen temporalment per un salari. El desplaçament forçat, la reducció del seu territori i de la fauna i flora del bosc han causat un gran perjudici als Guayabero, per la qual cosa avui es veuen afectats per la desnutrició, la tuberculosi i l'increment de les infeccions intestinals i respiratòries.

## Assentaments
Encara que antigament s'usaven habitatges multifamiliars o maloca (t+hn+), ovalades de 30 per 18 m. Actualment viuen en cases (ba) unifamiliars rectangulars de 26 m² de superfície, amb sostre de palla de fulles de palma, agrupades en forma d'oval, amb una placeta o "trabajadero" al centre. Tant per a la pesca, a la platja, com perquè les dones s'allotgin durant la menstruació i el part, al costat de la casa principal, construeixen albergs sense parets amb sostre de dues aigües.
Les actuals comunitats guayabero estan assentades en la rodalia del riu Guaviare, a resguards indígenes, a:
- Barrancón: al marge dret del riu, a 2 hores a peu des de la ciutat de San José del Guaviare.
- La Sal: municipi de Mapiripán (Meta), se situa en el marge esquerre del riu passant pel bosc de galeria a 30 minuts de camí.
- La Fuga: situat en el marge dret del riu a 2 hores de camí des de San José.
- Barranco Colorado: a 3 hores de Mapiripán cap a l'orient, però en el marge dret del riu.
- Barranco Salado: a 30 minuts de Barranco Colorado a baix del riu, a prop a Port Alvira, es troba en la ribera esquerra del riu.
- Barranco Ceiba: a sis hores de Mapiripán sobre la riba dreta.
- Mucuare: prop de Barranco Ceiba, sobre el marge esquerre, passant pel bosc de galeria.

A partir de 1997 i fins a 2015, el 60% dels guayaberos van ser desplaçats per la violència. Després d'almenys 18 casos de desplaçament forçat, diverses famílies estan assentades a Mapiripán, San José, fins i tot en terrenys del municipi de Puerto Concordia (Meta). En els nous assentaments s'han constituït els resguards de:
- Naexil Püt: a Puerto Concordia.[3]
- Naexal Lajt: a Mapiripán[4]

Cada comunitat té un cap o "capità" (p+klón). Les festes són ocasions per a viatges, trobades i intercanvis, entre diferents comunitats i famílies.

## Matrimoni
El matrimoni ocorre a edat primerenca, des dels 12 anys per a les dones i els 14 per als homes. Per sol·licitud del nuvi els pares conversen i arreglen la festa de noces (encara que en si no hi ha una cerimònia com n'hi ha entre els occidentals), que a vegades ocorre quan la parella ja conviu. El matrimoni preferencial és entre cosins creuats. La regla és la monogàmia. És possible el divorci, especialment quan s'argüeix que el cònjuge és mandrós o mal treballador o la infidelitat.

## Cosmovisió
Conceben l'univers constituït per diferents nivells: en el superior o "cel" estan amb els astres, éssers que han exercit papers especials i esperits dels avantpassats bons; en la terra a més del que veiem comunament, hi ha esperits dép que influeixen negativa o positivament sobre la gent.
Per als guayaberos, determinats herois han exercit un paper fonamental. Kuwei va ser el creador que va formar la terra, la primera dona, Jumino, a diferents gents i a diverses espècies d'animals. Huimit, el sol, era un cap guayabero. Nejeim va ser l'heroi cultural que va ensenyar als Guayaberos a conèixer el seu mitjà i practicar diverses activitats de subsistència. Amb ell i altres avantpassats encara poden comunicar-se en les cerimònies en les quals es consumeix la beguda del "yajé" (tuipaj). L'escorça crua del yajé es mastega com a estimulant; en tant que el "yopo" (dop), és inhalat (tuw) pels homes, per a esbrinar el futur o què estan tramant altres persones.
Els "payes" (pinhoin) poden tractar amb els dép i controlar les malalties, així com dirigir els rituals amb el yajé i l'ús del yopo. Són assistits per cantors que exerceixen un paper imprescindible en la seva labor.